# Supinfo

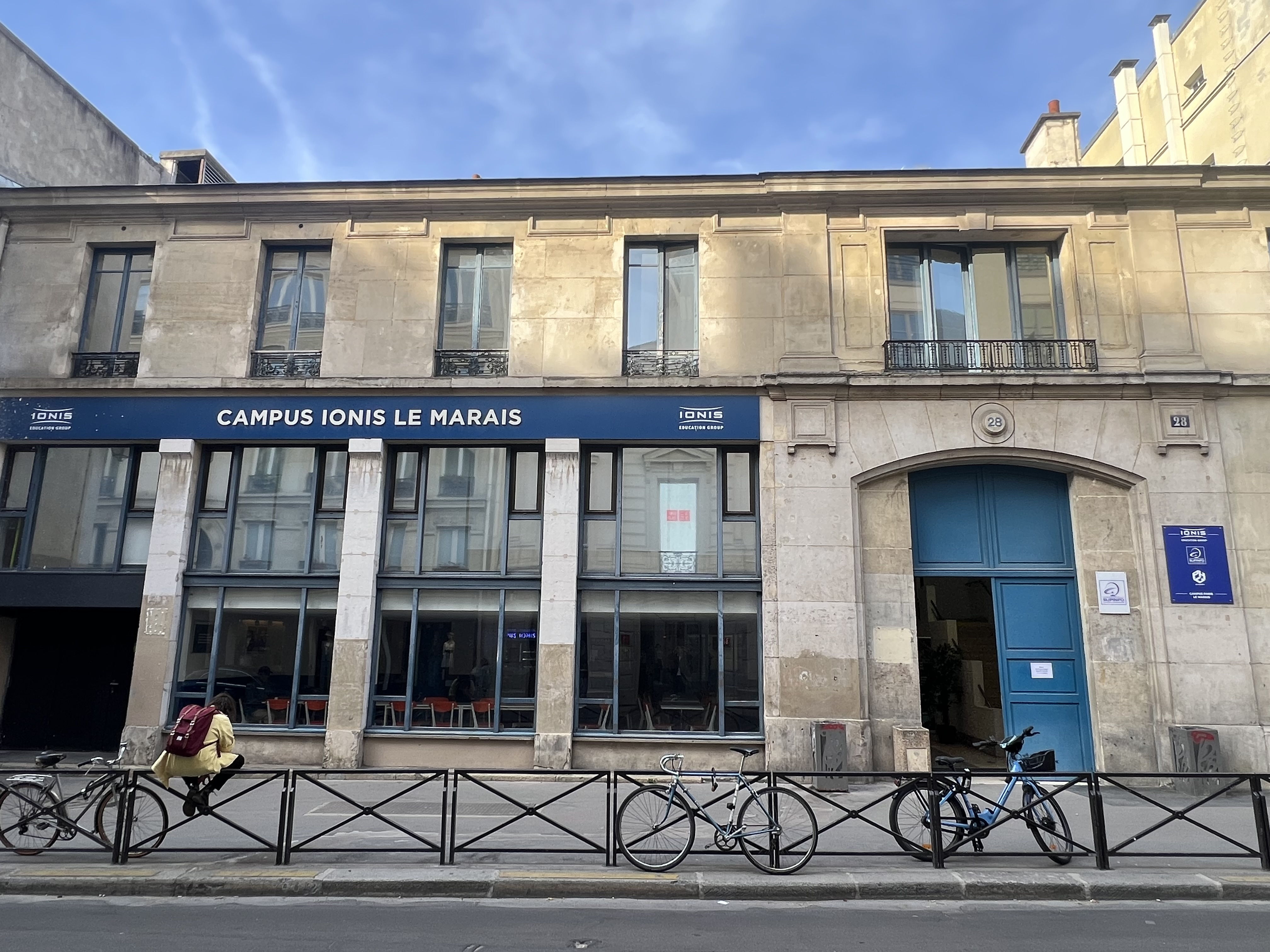
SUPINFO Paris Campus

Supinfo, tidigare École Supérieure d'Informatique, är en fransk privat högre utbildningsinrättning inom informations- och kommunikationsteknik (IKT). Supinfo ingår i IONIS Education Group. Supinfos huvudsakliga campus finns i Paris, och i fyra andra städer i Frankrike. 
Skolan öppnades 1965 och erkändes av den franska staten den 10 januari 1972.
Supinfo utbildar IKT-personal inom en femårig kurs som resulterar i en examen som expert en informatique et systèmes d’information som också är certifierad som nationellt franskt yrkesintyg på nivå I.